# Académie de Nîmes

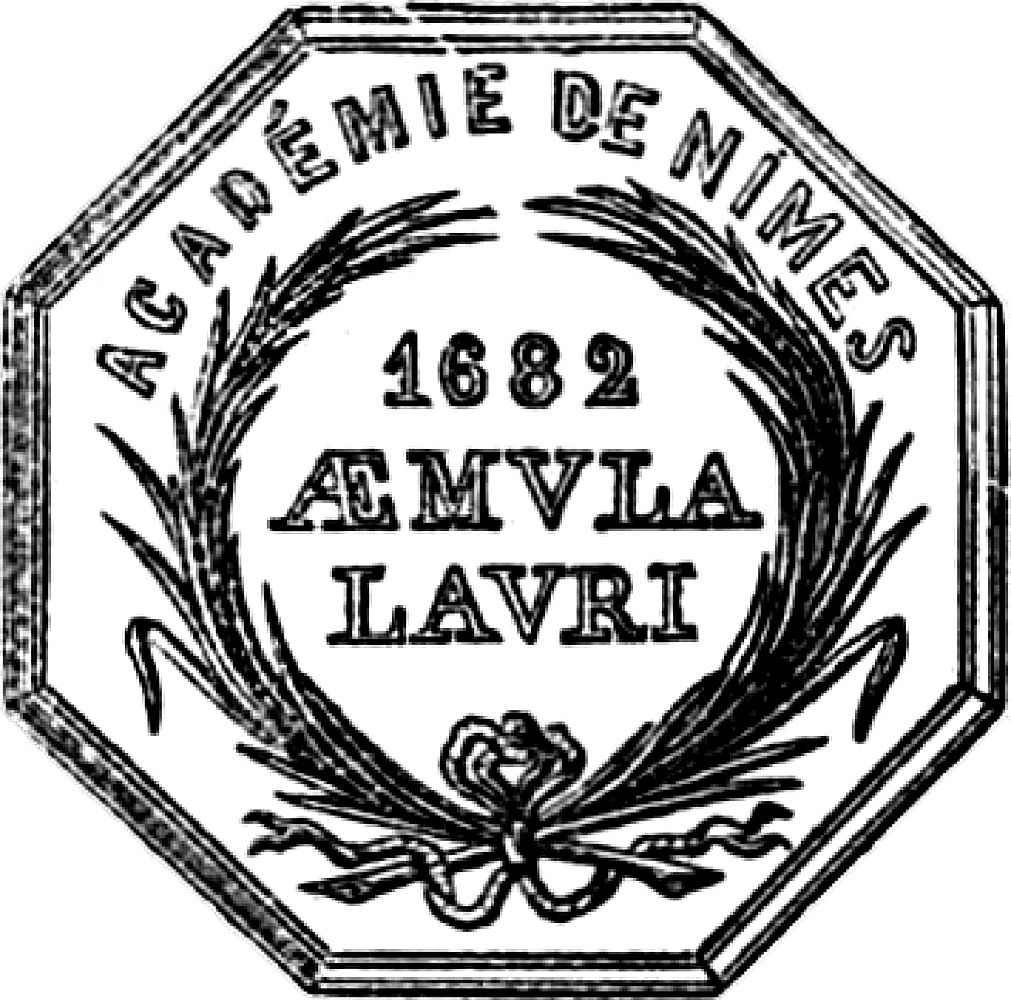
Siegel der Académie de Nîmes

Die Académie de Nîmes ist eine 1682 in der französischen Stadt Nîmes gegründete gelehrte Gesellschaft. Sie ist nach der 1635 gegründeten Académie française und der 1666 gegründeten Académie d’Arles die drittälteste Einrichtung dieser Art in Frankreich. Die Académie beschäftigt sich mit Kunst und Monumenten vor allem in Nîmes, aber auch der ehemaligen Region Languedoc-Roussillon. Ziel ist der Schutz und die Aufwertung des kulturellen Erbes. 

## Geschichte
Jules César de Fayn, Marquis de Peraud, rief die Académie 1682 als Literarische Gesellschaft ins Leben. Er gab hiermit einer Gruppe von Literaturbegeisterten der Stadt Nîmes, die sich schon geraume Zeit traf, um über Literatur und die französische Sprache zu diskutieren, einen Rahmen. Noch im gleichen Jahr erhielt die Vereinigung die lettres patentes durch Ludwig XIV., ein Dekret, in dem der Sonnenkönig der Académie de Nîmes die gleichen Privilegien wie der Académie française einräumte. Jean-Jacques Séguier de La Verrière, Bischof von Nîmes und Unterstützer des Vorhabens am königlichen Hofe, übernahm den Schutz der Académie. 
Laut den lettres patentes bestand der Auftrag einerseits im Studium der Antike, um das Verständnis für die wenigen und bescheidensten Reste römischer Werke zu vertiefen, andererseits darin, die Makellosigkeit des Französischen mit der Kenntnis der antiken Geschichte zu verbinden und die Sprache des Hofes zu pflegen, wie ihre Vorfahren die Sprache Roms sprachen.
Mit der Aufhebung des Toleranzedikts von Nantes durch Ludwig XIV. im Jahr 1685, die das vom Protestantismus geprägte Nîmes hart traf, kam die Arbeit der Académie weitgehend zum Erliegen: viele Mitglieder gingen ins Exil, Versammlungen fanden nur noch unregelmäßig statt. Erst im Jahr 1752 wurde wieder ein regulärer Akademiebetrieb aufgenommen. 1755 ließ sich Jean-François Séguier in Nîmes nieder und wurde Mitglied der Académie, der er von 1765 bis zu seinem Tod im Jahr 1784 als ständiger Sekretär diente. Er machte die Académie zu einer Institution und empfing allein zwischen 1773 und 1783 mehr als 1300 Besucher in seinem Haus, das auch der Treffpunkt der Académie wurde. Seine Bekanntheit und seine Sammlungen von Kuriositäten machten Nîmes zu einem Pflichtprogramm der Grand Tour. Nach seinem Tod hinterließ er Haus, Bibliothek und seine Sammlungen der Akademie.
Mit dem endgültigen Ende des Ancien Régime im Jahr 1793 wurden auch alle gelehrten Gesellschaften aufgelöst, so auch die Académie de Nîmes, deren Bibliothek der Stadtbibliothek, deren Sammlungen dem Museum von Nîmes integriert wurden. 1801 wurde die Gesellschaft als Lycée du Gard neu gegründet und ein Jahr später in Académie du Gard umbenannt. Es begann eine fruchtbare und produktive Zeit: zwischen 1805 und 1860 wurden über 1300 Werke und Mitteilungen veröffentlicht, darunter die jährlich herausgegebenen Memoires und das dreimal im Jahr erscheinende Bulletin trimestriel des séances. Im Jahr 1871 wurde der Gesellschaft von Adolphe Thiers die Gemeinnützigkeit zugesprochen, 1878 nahm sie wieder den Namen Académie de Nîmes an. 
Nach dem Ersten Weltkrieg, der die Anzahl der Mitglieder auf 47 reduzierte und zu einem weiterführenden Austausch der Mitglieder führte, fand die Akademie in der Rue Dorée 16 ihr endgültiges Zuhause, das unter dem Namen hôtel de l’Académie bekannt und seit 1940 als monument historique eingetragen ist.

## Statuten
Ein von dem Staatspräsidenten Marie François Sadi Carnot 1888 unterzeichnetes Dekret gab der Akademie neue Statuten, nach denen sie sich aus 36 in Nîmes wohnhaften, das heißt residenten, und 24 ortsfremden Mitgliedern zusammensetzt. Die Anzahl der korrespondierenden Mitgliedern ist unbegrenzt. Unter den residenten Mitgliedern müssen 12 protestantischer, 12 katholischer Konfession und 12 unabhängige sein.

## Mitglieder (Auswahl)
- Gaston Boissier (1823–1908), Althistoriker und Klassischer Philologe
- Alphonse Daudet (1840–1897), Schriftsteller
- Émile Espérandieu (1857–1939), Militär, Archäologe und Epigraphiker
- Joseph Gergonne (1771–1859), Mathematiker
- Charles Le Roy (1726–1779), Arzt und Enzyklopädist
- André Louis Gaspard Michaud (1795–1880), Malakologe und Conchylien-Sammler
- Jean Reboul (1796–1864), Dichter und Politiker
- Jean Elias Benjamin Valz (1787–1867), Astronom